# Долінноє
Долінноє (рум. Dolinnoe) — село у Кріуленському районі Молдови. Адміністративний центр однойменної комуни, до складу якої також входять села Валя-Колоніцей та Валя-Сатулуй.

## Населення
За даними перепису населення 2004 року у селі проживали 877 осіб.
Національний склад населення села:
| Національність       | Кількість осіб | Відсоток |
| -------------------- | -------------- | -------- |
| українці             | 622            | 70,9%    |
| молдавани            | 178            | 20,3%    |
| росіяни              | 54             | 6,2%     |
| болгари              | 9              | 1,0%     |
| гагаузи              | 2              | 0,2%     |
| інша / без відповіді | 12             | 1,4%     |
| Всього               | 877            | 100%     |